# Uar Jabi
Uar Jabi (em árabe: وار جابي; romaniz.: War Jabi) ou Uar Diabe (وار ذياب, War Dhyab) foi o primeiro rei muçulmano de Tacrur na década de 1030 e o primeiro a proclamar o Islã como religião oficial no Sudão.

## Vida
Uar Jabi era um membro da dinastia Mana que governou Tacrur desde o início dos anos 800. É o primeiro governante da África Ocidental a fazer do islamismo a religião do Estado. Seu filho Lebi pode ser o Rai ibne Rai mencionado em fontes árabes como um aliado dos almorávidas e rei do Sudão. O islamismo foi trazido para Tacrur por mercadores soninquês e se espalhou amplamente.
Uar Jabi converteu-se ao islamismo e forçou seus súditos a se converterem, introduzindo a xaria no reino em 1035. A aplicação da xaria expulsou do país os sererês de Tacrur (proprietários de terras e "o povo agrícola local"), que recusou o islamismo em favor de sua religião tradicional. Isso resultou em sua migração para Baol e Sine.
O islamismo beneficiou muito o Estado economicamente e criou maiores laços políticos com os Estados muçulmanos do norte da África que seriam importantes nos conflitos posteriores com o Estado animista de Gana. Ele travou com sucesso a primeira guerra santa (jiade) da África Ocidental contra o rei de Sila. Ele morreu em 1040/41 e foi sucedido por seu filho Lebi ibne Uar Jabi, que viria a ser um contribuidor fundamental à fundação dos almorávidas e seu governo no Alandalus.